# Mamukkoya
Mamukkoya (5 de julio de 1946 – 26 de abril de 2023) fue un actor indio conocido por su trabajo principalmente en el cine malayalam. Se destacó en papeles cómicos, y su uso único del dialecto mappila y su estilo distintivo marcaron su presencia en la industria. En una carrera que abarcó más de cuatro décadas, Mamukkoya actuó en más de 450 películas malayalam y fue el primer ganador del premio estatal al mejor comediante en el cine malayalam.

## Primeros años
Mamukkoya nació el 5 de julio de 1946, hijo de Chalikandiyil Muhammed e Imbachi Ayisha. Tiene un hermano, Koyakutty. Recibió su educación primaria en MM High School, Calicut. Mamukkoya comenzó a trabajar en un aserradero en Kallayi después de completar su educación en Pallikandi Elementary School, Kuttichira Higher Secondary School y Kozhikode MM School. Participó en producciones teatrales cuando estaba en la escuela. Más tarde, comenzó a actuar en varias obras amateurs. Se presentaba en las obras por la noche y trabajaba en el aserradero por la mañana.

## Carrera
Mamukkoya comenzó su carrera como actor de teatro. Su oportunidad en la industria del cine llegó a través de Anyarude Bhoomi (1979). Su segunda entrada al cine malayo fue a través de Surumaitta Kannukal de S. Konnanatt. Fue recomendado por Vaikom Muhammad Basheer para el papel en la película. Tras esta película, fue presentado a Sathyan Anthikkad por el guionista y actor Sreenivasan. Mamukkoya apareció en Doore Doore Oru Koodu Koottam de Siby Malayil, escrito por Sreenivasan. En la película, interpretó a un profesor de árabe. Inicialmente, el personaje solo aparecía en dos o tres escenas. Sin embargo, la actuación de Mamukkoya impresionó a los creadores, quienes añadieron más escenas para su papel. Mamukkoya comentaría más tarde que, tras esta película, dejó de ir al aserradero y de participar en obras teatrales. Luego obtuvo un papel en Gandhinagar Second Street, también escrito por Sreenivasan. Este fue uno de sus primeros papeles notables. Luego vinieron Sanmanassullavarkku Samadhanam de Sathyan Anthikkad y Rareeram de Siby Malayil. Su interpretación de Gafoor en Nadodikkattu (1987), protagonizada por Mohanlal y Sreenivasan, le permitió marcar un lugar en el cine malayo. El personaje de Gafoor ahora goza de un culto en Kerala. Se lanzó una serie de animación basada en este personaje después de varios años. Su actuación galardonada en Perumazhakkalam (2004) demostró que también podía manejar papeles no cómicos con facilidad. Hizo un papel similar en Byari, que ganó el National Film Award for Best Feature Film. Interpretó el papel principal en la película Korappan, the great (2001), que lo mostraba como un bandido de los bosques similar a Veerappan. En 2004, recibió una Mención Especial en los premio de cine estatal de Kerala por la película Perumazhakkalam. Los papeles de Mamukkoya en Ramjirao Speaking, Thalayana Manthram, Shubhayatra, Irupatham Noottandu, Sreedharante Onnam Thirumurivu, Ponmuttayidunna Thaaravu, Pattanapravesham y Dhwani se consideran entre los mejores de su carrera.

## Vida personal y fallecimiento
Mamukkoya estaba casado con Suhara. La pareja tuvo cuatro hijos: Muhammed Nisar, Shahitha, Nadiya y Abdul Rasheed. Residía en Kozhikode cerca de Beypore. Mamukkoya mantenía una estrecha amistad con Vaikom Muhammad Basheer, S. K. Pottekkatt y M. S. Baburaj.
El 24 de abril de 2023, mientras inauguraba un torneo de fútbol Sevens en Kalikavu, Malappuram, Kerala, Mamukkoya sufrió un infarto y una hemorragia cerebral. Murió en un hospital privado en Kozhikode el 26 de abril de 2023, a la edad de 76 años.

## Premios notables
| Premio                                                 | Año  | Categoría                    | Película(s)              | Ref    |
| ------------------------------------------------------ | ---- | ---------------------------- | ------------------------ | ------ |
| Premio Estatal de Cine de Kerala                       | 2004 | Mención Especial del Jurado  | Perumazhakkalam          | [ 16 ] |
| Premio Estatal de Cine de Kerala                       | 2008 | Mejor Comediante             | Innathe Chintha Vishayam | [ 16 ] |
| Premios de la Asociación de Críticos de Cine de Kerala | 2004 | Segundo Mejor Actor          | Perumazhakkalam          | [ 17 ] |
| Premios de la Asociación de Críticos de Cine de Kerala | 2020 | Premio Chalachitra Prathibha | Varios Películas         | [ 18 ] |